# John Ogilvy-Grant, VII conte di Seafield
John Charles Ogilvy-Grant, VII conte di Seafield (4 settembre 1815 – 18 febbraio 1881), è stato un nobile scozzese.

## Biografia
Era il figlio di Francis Ogilvy-Grant, VI conte di Seafield, e della sua prima moglie, Mary Ann Dunn, figlia di John Charles Dunn.

## Carriera
Entrò nella Royal Navy come guardiamarina. I suoi fratelli maggiori morirono durante l'infanzia, succedendo a suo padre come Conte di Seafield nel 1853. Non riuscendo a candidarsi alla Camera dei comuni nel 1841, si sedette nel Camera dei lord (1853-1858) in qualità di rappresentante scozzese. L'anno successivo è stato creato Barone Strathspey, di Strathspey nelle contee di Inverness e Moray, nella Pari del Regno Unito. Questo titolo diede a Seafield un posto automatico nella Camera dei lord. 
Si dedicò allo sviluppo di pinete di abeti scozzesi intorno a Grantown e nelle parrocchie di Abernethy e Duthil, che si estendevano per circa 40.000 acri nel 1884. 
Sia Lord Seafield che il suo commissario, T.C. Bruce, erano direttori di Inverness e Perth Junction Railway, un predecessore del The Highland Railway.
Lord Seafield si interessò personalmente alla sponsorizzazione e alla partecipazione ai giochi annuali del Highland Games tenuti a Castle Grant.

## Matrimonio
Sposò, il 12 agosto 1850, Caroline Stuart (30 giugno 1830-16 ottobre 1911), figlia di Robert Stuart, XI Lord Blantyre. Ebbero un figlio:
- Ian Ogilvy-Grant, VIII conte di Seafield (7 ottobre 1851-31 marzo 1884)

## Morte
Morì il 18 febbraio 1881. Fu sepolto accanto al padre nel mausoleo di famiglia a Duthil Old Parish Church and Churchyard.